# Poliedro conjugado

El octaedro y el cubo son poliedros duales. Aquí aparecen con los vértices del octaedro en el centro de las caras del cubo.

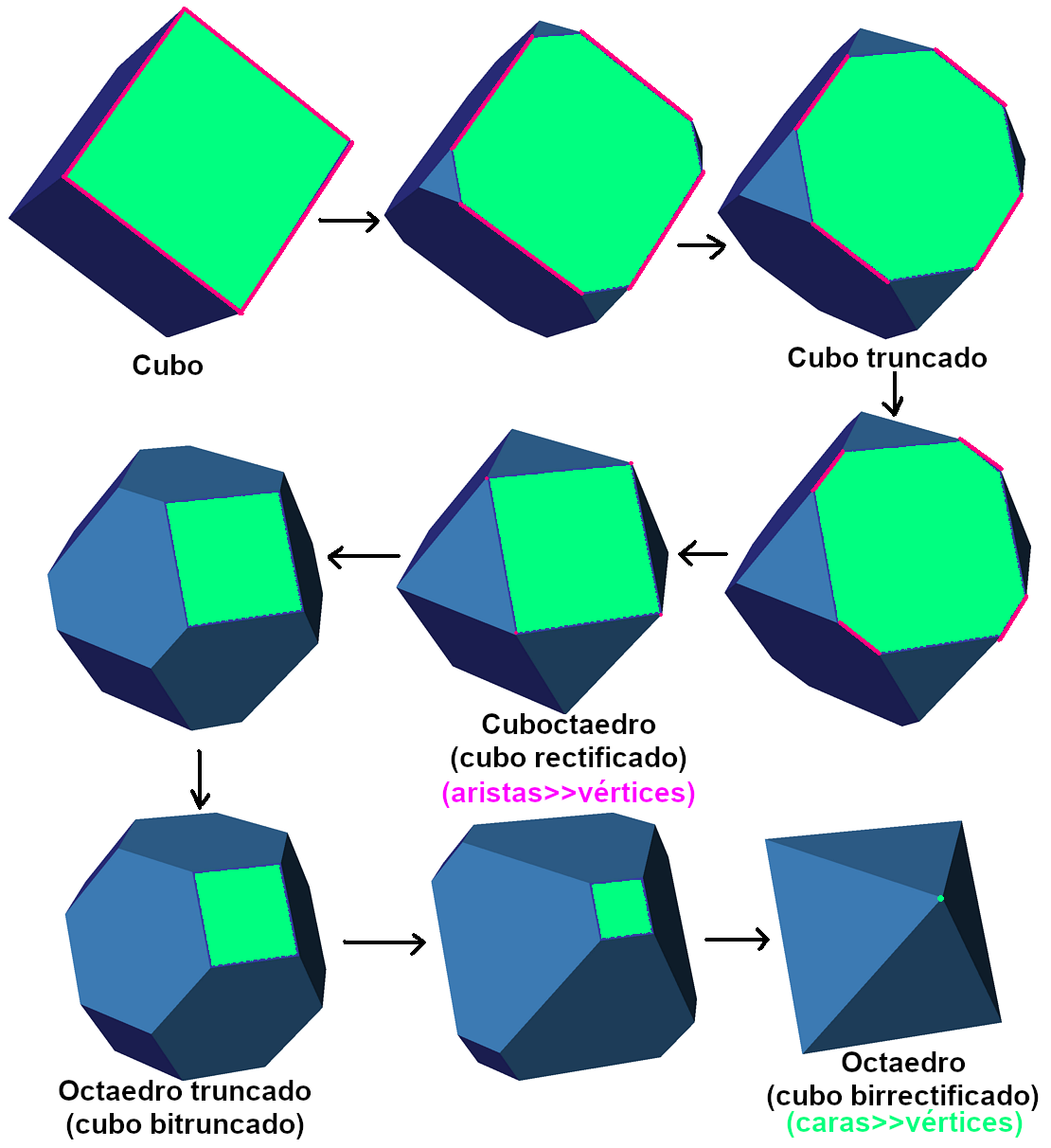
Secuencia de truncado desde un cubo a su poliedro dual, un octaedro. Un poliedro dual se denomina en ocasiones una rectificación de las caras o una birectificación.

El dual (también denominado conjugado) de un poliedro es otro poliedro cuyos vértices corresponden a las caras del poliedro original, y las uniones entre estos corresponden a las uniones entre las caras del poliedro original.
El dual del dual de un poliedro es similar al poliedro original. El dual de un poliedro isotoxal también es isotoxal. El dual de un poliedro isoedral es isogonal, y viceversa.

## Tipos de dualidad
Hay muchos tipos de dualidad desde los cuales ver la relación entre los poliedros. Algunos de los tipos más importantes y frecuentemente utilizados para los poliedros regulares son:
- La reciprocidad polar
- La dualidad topológica

### Reciprocidad polar
La dualidad de los poliedros se define generalmente en términos de reciprocidad polar con respecto a una esfera concéntrica. Aquí, cada vértice (polo) está asociado con una cara y su plano (plano polar) de manera que la línea recta imaginaria que viene desde el centro hasta el vértice es perpendicular al plano, y el producto de las distancias desde el centro hasta cada uno de los lados es igual al cuadrado del radio. En coordenadas, para la reciprocidad con respecto a una esfera concéntrica:
{\displaystyle x^{2}+y^{2}+z^{2}=r^{2},}
el vértice:
{\displaystyle (x_{0},y_{0},z_{0})}
está asociado con el plano:
{\displaystyle x_{0}x+y_{0}y+z_{0}z=r^{2}}.
Por tanto, los vértices del poliedro dual son los recíprocos de los planos de la cara del original (el otro poliedro), y las caras del dual yacen en las recíprocas de los vértices del original. Además, cualesquiera dos vértices adyacentes definen una arista, y estas tendrán reciprocidad con dos caras adyacentes que se intersecan para definir una arista del dual. Es posible generalizar a espacio n-dimensional, por lo que se puede hablar de politopos duales. Entonces, los vértices de un politopo se corresponden con los elementos (n-1)-dimensionales, o facetas, del otro, y los j puntos que definen un elemento (j-1)-dimensional se corresponden con los j hiperplanos que se intersecan para dar un elemento (n-1)-dimensional. Cuando el dual de una figura es la figura misma (como en el caso del tetraedro o del icositetracoron) se dice que esta es auto-dual. El dual del tipo panal de abejas puede definirse de modo similar.

Tetraedro truncado y su dual, el triaquistetraedro.

El concepto de dualidad que se emplea aquí también está relacionado (pero no es lo mismo) con la dualidad en geometría proyectiva, donde las líneas y las aristas se intercambian. De hecho, estas dos dualidades suelen confundirse, y con frecuencia se toma la aquí descrita por una versión de esta última. La polaridad proyectiva funciona lo suficientemente bien para poliedros convexos, pero para figuras no convexas (como, por ejemplo, los poliedros estrellados), cuando se busca definir rigurosamente esta forma de dualidad poliédrica en términos de polaridad proyectiva, pueden aparecer algunos inconvenientes en el cálculo. 
Para ilustrar estos inconvenientes, pueden consultarse en las obras de Grünbaum & Shepherd (1988), y Gailiunas & Sharp (2005). La obra de Wenninger (1983) también analiza algunos problemas en su manera de derivar los infinitos duales que surgen.
Si un poliedro tiene un elemento que pasa a través del centro de una esfera, el elemento correspondiente de su dual pasará a través de él o estará en el infinito. Dado que el espacio euclidiano infinito tradicional no alcanza nunca el infinito, el equivalente proyectivo, llamado espacio euclidiano extendido, debe formarse agregando el plano requerido en el infinito.

#### Duales canónicos
La forma exacta del dual dependerá de la esfera respecto de la cual se establezca la reciprocidad, pues la esfera creará distorsiones cuando se mueva alrededor del dual. El centro de la esfera es suficiente para definir el dual hasta la similitud. Si están presentes múltiples ejes de simetría, estos se intersecarán necesariamente en un único punto, el que usualmente se toma como centro. Si esto falla, pueden usarse una esfera circunscrita, una esfera inscrita o una esfera media (o interesfera) (una con todas las aristas como tangentes). Puede demostrarse que todos los poliedros convexos pueden distorsionarse a una forma canónica donde existe una esfera media tal que los puntos donde las aristas la tocan promedian el centro del círculo, y esta forma es única excepto por las congruencias.
Si se reciproca dicho poliedro con respecto a su esfera media, el poliedro dual de este compartirá los mismos puntos de tangencialidad con respecto de sus aristas, y también será canónico; este también será su dual canónico, y los dos juntos formarán un par dual canónico.

### Dualidad topológica
Se puede distorsionar un poliedro dual de modo tal que no sea posible ya obtenerlo por reciprocidad del original en ninguna esfera. En este caso se dice que los dos poliedros son aún topológicamente duales, aunque ya no sean recíprocos polares.
Cabe notar que los vértices y las aristas de un poliedro convexo pueden proyectarse para formar un grafo sobre la esfera o sobre un plano, y el correspondiente grafo formado por el dual de este poliedro será su grafo dual.
Un politopo abstracto, y por añadidura un poliedro abstracto, es cierto tipo de conjunto parcialmente ordenado de elementos, de manera que las adyacencias o conexiones entre los elementos del conjunto se corresponden con las adyacencias entre elementos (caras, aristas, etcétera) de un poliedro. Este conjunto parcialmente ordenado puede entenderse como un poliedro geométrico que tiene la misma estructura topológica. El conjunto parcialmente ordenado puede ser representado en un diagrama de Hasse. Cualquier conjunto parcialmente ordenado tiene uno que es dual de este. El diagrama de Hasse del poliedro dual a este se obtiene fácilmente, mediante la lectura del diagrama original al revés.

## Construcción de Dorman Luke
Para un poliedro uniforme, la cara del poliedro dual se puede encontrar a partir de la figura de vértice del poliedro original usando la construcción de Dorman Luke. Esta construcción fue descrita originalmente por Cundy y Rollett (1961) y más tarde generalizado por Wenninger (1983).
Como ejemplo, en esta imagen se observa una figura de vértice (en rojo) del cuboctaedro que se utiliza para derivar a partir de esta una cara (en azul) del rombododecaedro.
Antes de empezar la construcción, la figura de vértice ABCD se obtiene cortando cada arista conectada a su (en este caso) punto medio.
La construcción de Dorman Luke es como procede:
1. Se dibuja la figura de vértice ABCD (en el sentido de las agujas del reloj).
2. Se dibuja el circuncírculo (tangente a cada esquina A, B, C y D).
3. Se dibujan líneas tangentes al circuncírculo por cada esquina A, B, C, D.
4. Se marcan los puntos E, F, G, H (en el sentido de las agujas del reloj), donde cada línea tangente se junte con la tangente adyacente.
5. El polígono EFGH es una cara del poliedro dual del formado truncando los vértices del poliedro original.

En este ejemplo, el tamaño de la figura de vértice ha sido elegido de manera que su circuncirculo cayera dentro de la interesfera del cuboctaedro, que también pasa a estar en la interesfera del rombododecaedro dual.
La construcción de Dorman Luke solo puede ser usada cuando un poliedro tiene una interesfera (o esfera media) y su figura de vértice es cíclica. En particular, se puede utilizar para poliedros uniformes.

## Poliedros auto-duales
Topológicamente hablando, un poliedro auto-dual es aquel cuyo dual tiene exactamente la misma conectividad entre sus vértices, aristas y caras. Es decir, sus diagramas de Hasse son idénticos.
Geométricamente hablando, un poliedro auto-dual no solo es topológicamente auto-dual, sino que su recíprocidad polar sobre algún punto determinado, por lo general su centroide, es una figura congruente. Por ejemplo, el dual de un tetraedro regular es otro tetraedro regular (mediante una reflexión a través del origen). 
Cada poliedro es topológicamente auto-dual (es decir, en un diagrama de Hasse tiene el mismo número de vértices que de aristas, y estos se conmutan mediante la dualidad), pero no todos los poliedros son geométricamente auto-duales (por ejemplo, con respecto a su movimiento rígido). Todos los poliedros regulares son geométricamente auto-duales: todos sus ángulos son congruentes, al igual que todas las aristas, por lo que en virtud de la dualidad estas congruencias permutan).
La disposición geométrica más común es donde algunos poliedros convexos están en su forma canónica, es decir, la disposición en la que todas sus aristas deben estar tangentes a una cierta esfera cuyo centro coincide con el centro de gravedad (posición media) de los puntos de tangencia. Si la figura es auto-dual, entonces el recíproco polar es congruente con ella.
Hay un número infinito de poliedros auto-duales. La familia de número infinito donde pueden encontrarse más fácilmente es la de las pirámides de n lados y forma canónica. Otra familia, la de las pirámides elongadas, consiste en poliedros que pueden ser descritos grosso modo como una pirámide puesta encima de un prisma (con el mismo número de lados). De esta manera, añadiendo poliedros unos a otros pueden formarse infinitos poliedros duales. 
Hay muchos otros poliedros autoduales convexos. Por ejemplo, hay 6 diferentes con 7 vértices, y 16 con 8 vértices.
También se pueden encontrar poliedros no convexos autoduales, como por ejemplo el dodecaedro excavado.
| base 3 | base 4 | base 5 | base 6 |

| base 3 | base 4 | base 5 |

| base 3 | base 4 | base 5 | base 6 | base 7 |

### Poliedros compuestos auto-duales
Trivialmente, el compuesto de cualquier poliedro y su dual es una figura auto-dual.
Si un poliedro es auto-dual, entonces el compuesto resultante del poliedro con su dual (el mismo) comprenderá poliedros congruentes. El compuesto regular de dos tetraedros, conocido como la estrella octángula, es el único compuesto regular con esta propiedad.

## Politopos y teselados duales
La dualidad puede generalizarse a un espacio n-dimensional y politopos duales. En dos dimensiones esta generalización es propia de los llamados polígonos duales.

### Politopos y teselados auto-duales

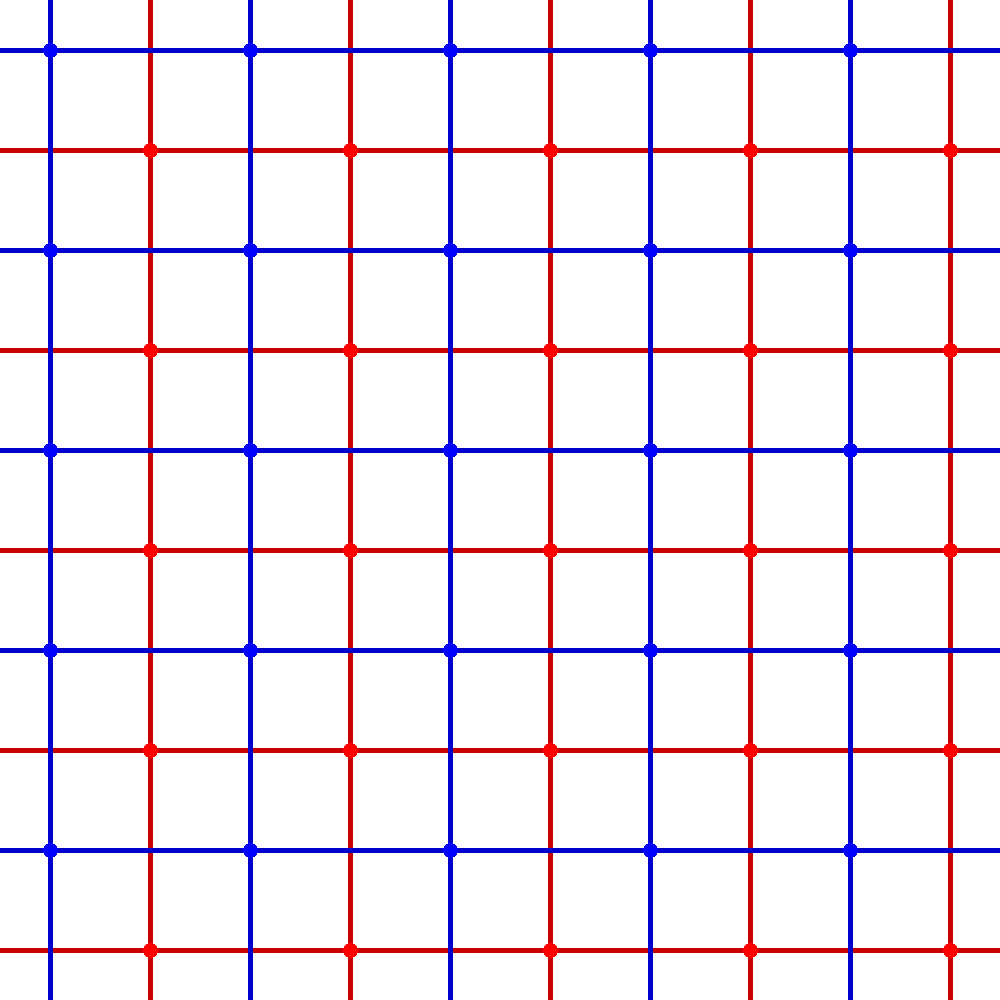
El teselado cuadrado es auto-dual, como puede verse en esta imagen.

La clase principal de politopos autoduales es la de los politopo regulares con símbolo de Schläfli palindrómico. Todos los polígonos regulares, {a} son autoduales, los poliedros de la forma {a,a}, los polícoros de la forma {a,b,a}, los 5-politopos de la forma {a,b,b,a}, y así sucesivamente.
Los politopos regulares autoduales son:
1. Todos los polígonos regulares, {a}
2. El tetraedro regular {3,3}
3. El icositetracoron o 24-cell regular {3,4,3}
4. En general, todos los n-símplex regulares {3,3,...,3}

Los panales de abeja euclídeos regulares autoduales son:
1. El apeirógono: {∞}
2. El teselado cuadrado: {4,4}
3. El panal cúbico: {4,3,4}
4. En general, todos los panales de abejas hipercúbicos euclídeos n-dimensionales: {4,3,...,3,4}.

Los panales hiperbólicos de Coxeter regulares autoduales son:
1. Teselados hiperbólicos: {p,p}, p>4
2. Teselados hiperbólicos no compactos: {∞,∞}
3. Panales de abeja compactos hiperbólicos: {3,5,3}, {5,3,5} y {5,3,3,5}
4. Panales de abeja no compactos hiperbólicos: {3,6,3}, {6,3,6}, {4,4,4} y {3,3,4,3,3}